# Lucia Valentini Terrani

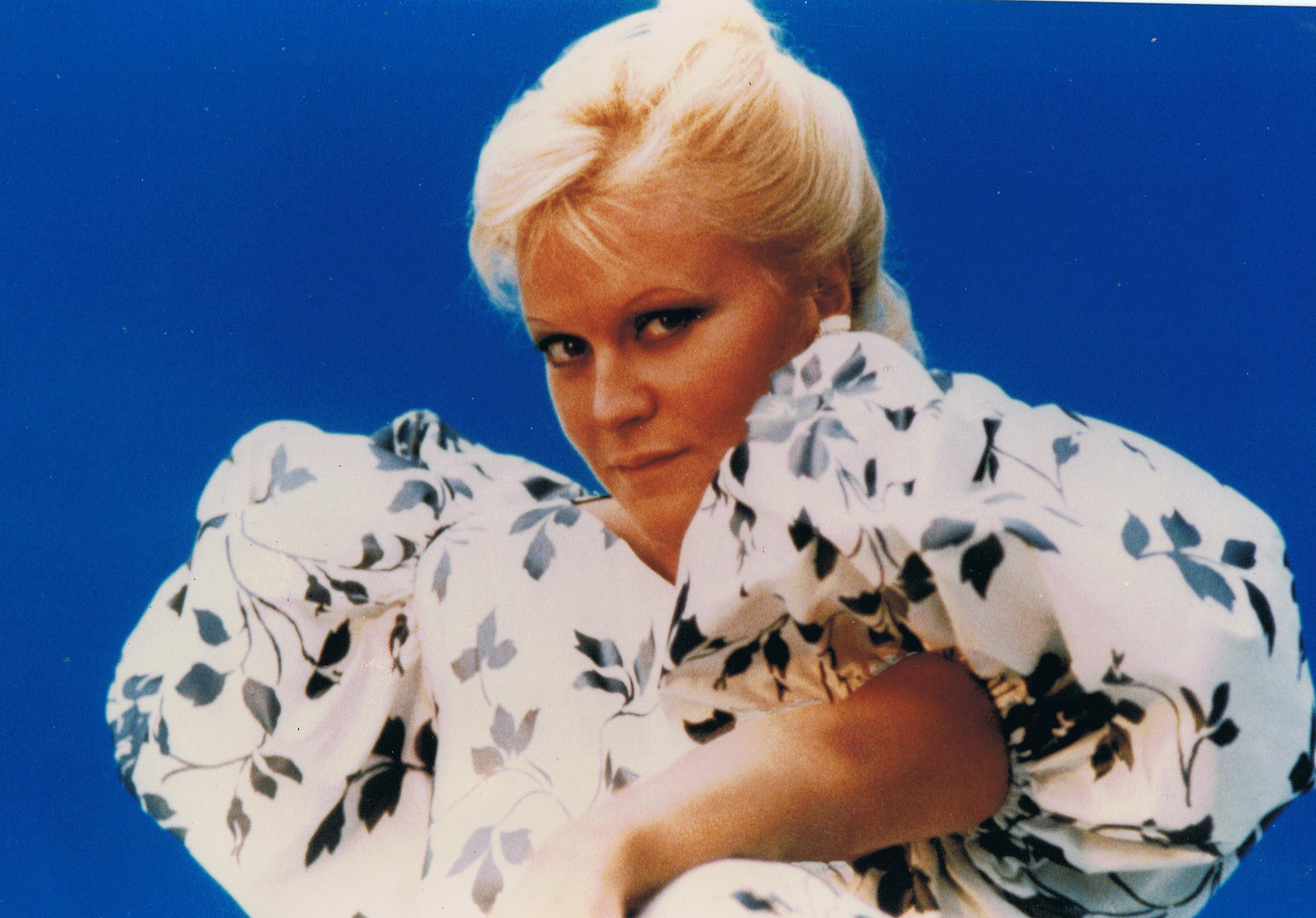
Lucia Valentini Terrani, 1982

Lucia Valentini Terrani (* 29. August 1946 in Padua; † 11. Juni 1998 in Seattle) war eine italienische Opernsängerin in der Stimmlage Mezzosopran. Sie wurde insbesondere durch ihre Interpretationen von Rossini-Opern bekannt, so L’italiana in Algeri (1978), La cenerentola (1980) und La donna del lago (1983).

## Leben
Sie debütierte 1969 als Angelina in La Cenerentola im Teatro Grande in Brescia und in derselben Rolle 1973 an der Mailänder Scala sowie 1974 als Isabella in L’italiana in Algeri an der Metropolitan Opera. Weitere Rossini-Rollen waren die Titelrolle in Tancredi, Pippo in La gazza ladra, Calbo in Maometto secondo, Arsace in Semiramide und Isolier in Le comte Ory. Ihre Partien anderer Komponisten waren unter anderem Dorabella (Così fan tutte), Eboli (Don Carlo), Mrs. Quckily (Falstaff), Fenena (Nabucco), die Titelrolle in Mignon, Marina Mnischek (Boris Godunow), Dulcinée (Don Quichotte) und Charlotte (Werther). 
Sie starb an den Folgen einer Leukämieerkrankung.

## Auszeichnungen
- 1996: Premio Bacco dei Borbone, Festival della Valle d’Itria

## Diskographie (Auswahl)
- Haydn: La fedeltà premiata (Celia); Antal Doráti; 1975; Philips
- Haydn: Il mondo della luna (Ernesto); Antal Dorati; 1977; Philips
- Massenet: Werther (Charlotte); Georges Prêtre; 1978; Myto
- Modest Moussorgski: Boris Godunov (Marina); Claudio Abbado; 1979.
- Offenbach: La Grande-Duchesse de Gérolstein; Emmanuel Villaume;1997; (DVD).
- Rossini: L’italiana in Algeri; Gary Bertini; 1978; Arts
- Rossini: La Cenerentola; Claudio Abbado; 2000; Gala
- Rossini: L’italiana in Algeri; Gabriele Ferro; 1990; Sony
- Rossini: L’italiana in Algeri; Claudio Abbado; 2003; Myto
- Rossini: La donna del lago (Malcolm); Maurizio Pollini; 1988; Sony
- Rossini: Il viaggio a Reims (Marchesa Melibea); Claudio Abbado; 1985; DG
- Rossini: Stabat mater; Carlo Maria Giulini; 2003
- Verdi: Nabucco (Fenena); Giuseppe Sinopoli; 1983; DG
- Verdi: Don Carlos (Eboli); Claudio Abbado; 1985; DG
- Verdi: Falstaff (Mrs. Quickly); Carlo Maria Giulini; 1983; DG
- Verdi: Aida (Tempelsängerin); Claudio Abbado; 1982; DG
- Vivaldi: Orlando furioso (Alcina); Claudio Scimone; 1990; Erato